# 澀川幸子
涩川幸子（しぶかわ こうし，1332年—1392年7月15日），北朝正慶元年（南朝元弘2年，1332年）出生 ，室町幕府第2代将軍足利義詮的正室。涩川義季之女，母为北条朝房之女。兄弟涩川直赖。生年又有正慶2年（元弘3年，1333年）説。法名法观，号香严院殿。
義季的姐妹嫁给足利直義（足利尊氏同母弟），義詮正室（「大樹室家」）就在涩川家选择。观应2年（南朝正平6年、1351年）涩川幸子生下義詮長男千寿王，千寿王5岁夭折，以後涩川幸子没有生育。義詮側室紀良子生下足利義满、足利满詮，幸子作为嫡母养育义满兄弟。
貞治6年（南朝正平22年，1367年）義詮猝死，涩川幸子被尊为「大方禅尼」「大御所涩河殿」为足利义满管理管領、守護大名。结交斯波義将，对抗細川赖之。貞治5年（南朝正平21年（1366年）任命当時18岁的侄子涩川義行为九州探題。永德元年（南朝弘和元年，1381年）後圆融天皇行幸室町第，命典侍日野宣子授涩川幸子从一位。将軍生母紀良子和将军正室日野業子授予从二位。
明德3年（南朝元中9年）六月廿五（1392年7月15日）去世，葬在嵯峨香严院。